# Стецик Юрій Орестович
Юрій Орестович Стецик (нар. 11 грудня 1977, с. Уличне, Львівська область) — український історик. Доктор історичних наук (2019), професор (2021). Член Національної спілки краєзнавців України (2021).

## Життєпис
Юрій Стецик народився 11 грудня 1977 року в селі Уличному, нині Трускавецької громади Дрогобицького району Львівської области України.
Закінчив Уличненську загальноосвітню школу (1993), гуманітарний клас Дрогобицької обласної профільної спеціалізованої школи (1995), історичний факультет Дрогобицького державного педагогічного університету імені Івана Франка (2000).
Працював учителем історії загальноосвітньої школи в с. Станкові Стрийського району (2000—2001). Від 2000 року за сумісництвом в Дрогобицькому державному педагогічному університеті імені Івана Франка: викладач кафедри всесвітньої історії (2000—2001); старший лаборант (2001—2002), провідний спеціаліст (2003) Науково-дослідної лабораторії археології та краєзнавства історичного факультету; викладач кафедри всесвітньої історії (2004—2006), доцент кафедр методики історії та спеціальних історичних дисциплін (2006—2007) та давньої історії України та спеціальних історичних дисциплін (2007); доцент (2017), професор (2020) кафедри історії України; від 2022 — професор кафедри історії України та правознавства.
Член науково-методичної ради та вченої ради історичного факультету (2013—2016), вченої ради факультету історії, педагогіки та психології (від 2022) ДДПУ імені Івана Франка, редакційних колегій «Актуальні питання гуманітарних наук: міжвузівський збірник наукових праць молодих вчених Дрогобицького державного педагогічного університету імені Івана Франка», «Світ Кліо», «Краєзнавство» та «Садиба». Від 2020 року є головним редактором наукового видання «Проблеми гуманітарних наук: збірник наукових праць Дрогобицького  державного  педагогічного  університету  імені  Івана  Франка. Серія Історія».

## Доробок
Автор понад 50 наукових публікацій, монографій (5 авторських і 17 співавторських), навчально-методичних посібників та навчального посібника.
Монографії:
- «Монастирі Дрогобиччини (XIV — початок XIX ст.)» (2000);
- «Василіанські монастирі Перемишльської єпархії (кінець XVII — XVIII ст.)» (2015);
- «Василіанське чернецтво Перемишльської єпархії (друга половина XVIII ст.)» (2015);
- «Візитації василіанських монастирів Перемишльської єпархії 1747 — 1767 рр.» (2016);
- «Чернецтво Святопокровської провінції ЧСВВ (1739 — 1783 рр.)» (2018).

Сфера наукових інтересів: історія Львівщини та краєзнавчого руху в Україні, історія церков та монастирів.